# Гон Яфе

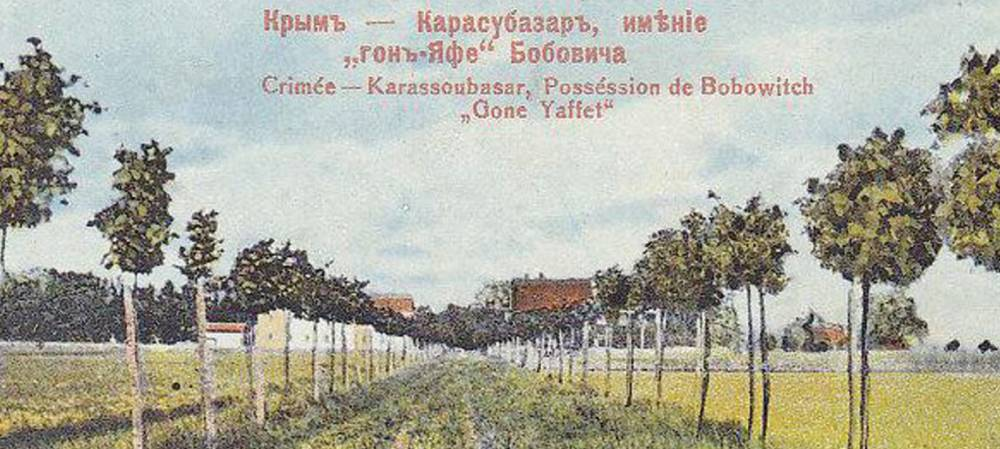
Яблучні сади на російській поштівці

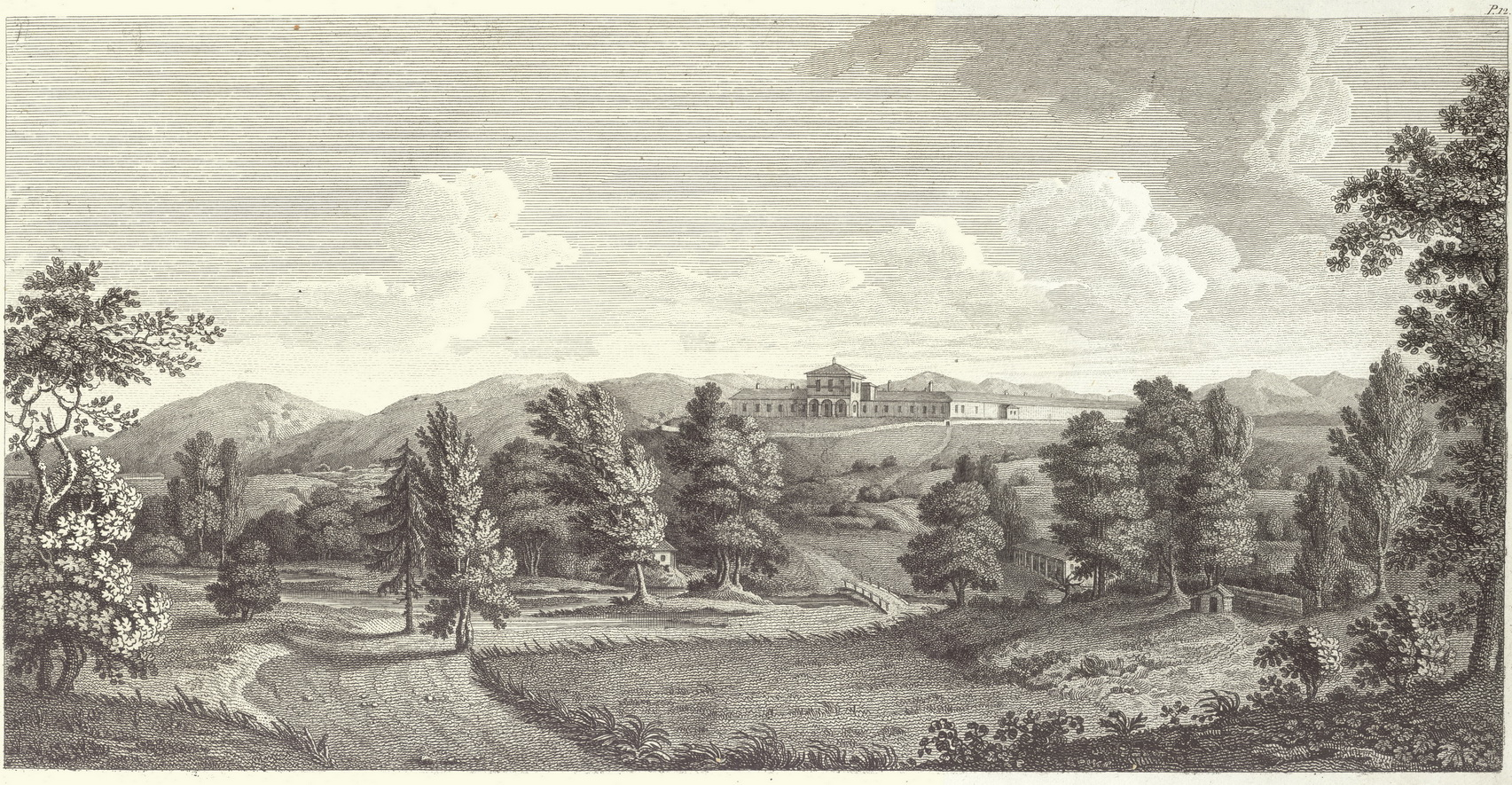
Маєток у книзі Павла Сумарокова «Дозвілля кримського судді».

Гон Яфе (Ган Яфе, давньоєвр. прекрасний сад, גן יפה) — карасубазарський маєток впливових караїмських купців Євпаторії Сімхи Соломоновича та Бабакая Соломоновича Бобовичів. Перейшов до сім'ї у 1816–1823 роках, від Лікурга, сина Ламбро Качіоні, котрий придбав його за 40 000 рублів у російського графа Безбородько.

## Історія
|  | Найбільше садове господарство існує у величезному маєтку спадкоємців караїмів Бобовича Ган Яфе, що знаходиться поблизу самого міста Карасубазара (Криничне (Білогірський район)), при впадінні в річку Карасу струмка Теназа. Тут під час подорожі імператриці Катерини II (1787) для її ночівлі був спеціально побудований палац, від якого крім кількох колон не залишилося ніяких слідів. Тоді ж імператриця подарувала всі землі Ган-Яфе графу Безбородько, від якого вони згодом і перейшли до Бобовича. Площа садів в маєтку досягає 200 десятин. Оригінальний текст (рос.) Самое обширное садовое хозяйство существует в огромном имении наследников караимов Бобовича Ган Яфе, находящегося близ самого города Карасубазара, при впадении в реку Карасу ручья Теназа. Здесь во время путешествия императрицы Екатерины II для ея ночлега был специально построен дворец, от которого кроме нескольких колонн не осталось никаких следов. Тогда же императрица подарила все земли Ган-Яфе графу Безбородко, от которого они впоследствии и перешли к Бобовичу. Площадь садов в имении достигает 200 десятин. |

Водяний млин з садом, «Дегірмен бахчі» або «Га-ккодеш дегірмен ве бахчасинин'» («Священний млин із садом») стали з 1841-го джерелом фінансування караїмських кенас по всьому регіону та «Товариства піклування про бідних караїмів». Сімха Бобович володів маєтком до своєї смерті у 1855 році, коли його успадкував його брат Бабакай. Пізніше «Гон Яфе» перейшло у спільне володіння його доньки Берухе та онуки Мірьям Еммануїлівни Шишман.
Під час революції, у 1918 році, маєток було розорено, фактично знищено, нова влада влаштувала на його місці радгосп «Передгір'я». Після німецько-радянської війни до залишків садиби переїхала районна лікарня, котра пізніше перетворилася на туберкульозний диспансер.